# Chiemgauer

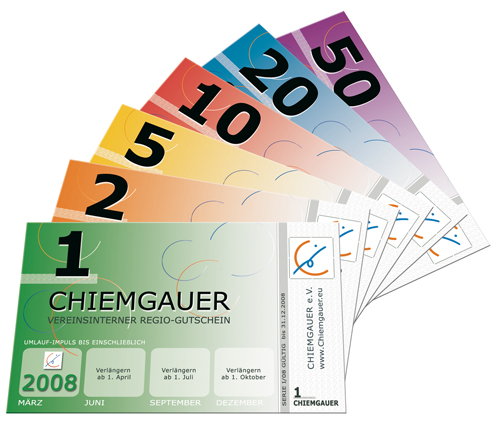
Chiemgauer-biljetten uit 2008

De Chiemgauer is een Duitse lokale munteenheid die wordt gebruikt in de districten Rosenheim en Traunstein in de deelstaat Beieren. Hij is één op één gekoppeld aan de euro.
De munt is in 2003 ontworpen door leerlingen van de Freie Waldorfschule Chiemgau in Prien am Chiemsee, onder leiding van hun economiedocent Christian Gelleri. Doel was het stimuleren van de regionale economie en het bevorderen van verenigingen in de regio Chiemgau.

## Systeem
De Chiemgauer is feitelijk een tegoedbonnensysteem, met bonnen ter waarde van 1, 2, 5, 10, 20 en 50 Chiemgauer. Daarnaast bestaat de Chiemgauer als elektronische rekeneenheid. Deelnemers moeten lid worden van een overkoepelende vereniging. Ze kunnen vervolgens de Chiemgauer aankopen in euro's tegen een koers van 1 : 1. Gewone deelnemers kunnen de Chiemgauer niet meer omwisselen tegen euro's, deelnemende bedrijven wel. Zij betalen dan echter een heffing van circa 5%. Hiervan wordt 60% besteed aan een door de deelnemers uitgekozen vereniging tot nut van het algemeen in de regio, en de resterende 40% dient voor de dekking van de onkosten die worden gemaakt voor de uitgifte van de munt. De biljetten zijn drie maanden geldig. Daarna kan de waarde worden verlengd door het opplakken van een zegel die tegen 2% van de waarde van het biljet kan worden aangeschaft. Jaarlijks wordt een serie biljetten uit de circulatie gehaald. Na vier jaar verliest een biljet zijn geldigheid definitief. Deze maatregelen voorkomen dat de Chiemgauer wordt opgepot.
De biljetten zijn voorzien van 14 veiligheidskenmerken, waaronder een streepjescode, een watermerk, merktekens voor controle met uv-licht en beveiliging tegen kopiëren.

## Gebruik
Begin 2010 werd de Chiemgauer door drieduizend particulieren gebruikt en door 565 bedrijven geaccepteerd als betaalmiddel. Er was meer dan 400.000 Chiemgauer in omloop, en de Chiemgauer was het grootste regiogeldsysteem van de Duitstalige wereld.